# Christian Breymann
Christian Breymann (* 7. Mai 1962 in Mannheim) ist ein deutscher Facharzt für Gynäkologie und Geburtshilfe und Titularprofessor für das Fach Gynäkologie und Geburtshilfe an der Medizinischen Fakultät der Universität Zürich.

## Werdegang
Nach dem Studium der Humanmedizin und Promotion an der Technischen Universität München und der Ludwig-Maximilians-Universität München absolvierte er den ersten Teil der Ausbildung zum Facharzt in der Abteilung für Gynäkologie und Geburtshilfe des Klinikums Rechts der Isar unter Henner Graeff. und weiter an der Klinik für Frauenheilkunde des Universitätsspitals Zürich (A. Huch, U. Haller). 2001 wurde ihm die Venia legendi im Fach Frauenheilkunde verliehen. Nach mehrjähriger Oberarzttätigkeit an verschiedenen Kliniken gründete er 2005 das Gynäkologische Zentrum GGS (Gynäkologie Geburtshilfe Seefeld/Zürich). Seit 2014 ist er Gründer und Direktor des Instituts Perinatal-Zürich.

## Spezialgebiet
Zu den Behandlungsschwerpunkten von Breymann gehören neben der Betreuung und Beratung von normalen und Risikoschwangerschaften die Geburtshilfe (vaginale Geburten, Kaiserschnitt, Risikogeburten) und gynäkologische Operationen (Laparoskopien, Hysteroskopien, minimal-invasive Chirurgie). Besondere Expertise bewies er auf dem Gebiet der Perinatalmedizin oder auch fetomaternale Medizin und der Behandlung von Frauen mit Eisenmangel.

## Wissenschaftliche Leistung
Breymann hat zahlreiche Fachartikel zu den Themen Geburtshilfe veröffentlicht. Er war maßgeblich daran beteiligt, die Richtlinien für die Behandlung von Frauen mit Eisenmangel auszuarbeiten.

## Publikationen (Auszug)
- C. Breymann, N. Milman, A. Mezzacasa, R. Bernard, J. Dudenhausen: FER-ASAP investigators. Ferric carboxymaltose vs. oral iron in the treatment of pregnant women with iron deficiency anemia: an international, open-label, randomized controlled trial (FER-ASAP). J Perinat Med. 2016 Jun 8. doi:10.1515/jpm-2016-0050; PMID 27278921.
- S. Annaheim, M. Jacob, A. Krafft, C. Breymann, M. Rehm, U. Boutellier: RhEPO improves time to exhaustion by non-hematopoietic factors in humans. Eur J Appl Physiol. 2016 Mar;116(3):623-33. doi:10.1007/s00421-015-3322-6. PMID 26729211.
- C. Breymann: Iron Deficiency Anemia in Pregnancy. Semin Hematol. 2015 Oct;52(4):339-47. doi:10.1053/j.seminhematol.2015.07.003. Review.  PMID 26404445.
- M. Auerbach, J. Adamson, A. Bircher, C. Breymann, S. Fishbane, A. Gafter-Gvili, C. Gasche, J. Gilreath, G. Grazzini, D. Henry, G. Liumbruno, F. Locatelli, I. Macdougall, M. Munoz, D. Rampton, G. Rodgers, A. Shander: On the safety of intravenous iron, evidence trumps conjecture. Haematologica. 2015 Mai;100(5):e214-5. doi:10.3324/haematol.2014.121004; PMID 25944640; PMC 4420237 (freier Volltext).
- IS. Fraser, D. Mansour, C. Breymann, C. Hoffman, A. Mezzacasa, F. Petraglia: Prevalence of heavy menstrual bleeding and experiences of affected women in a European patient survey. Int J Gynaecol Obstet. 2015 Mar;128(3):196-200. doi:10.1016/j.ijgo.2014.09.027. PMID 25627706.
- G. Bencaiova, C. Breymann: Mild anemia and pregnancy outcome in a Swiss collective. J Pregnancy. 2014;2014:307535. doi:10.1155/2014/307535. PMID 25478229; PMC 4247945 (freier Volltext).
- B. Oneda, R. Baldinger, R. Reissmann, I. Reshetnikova, P. Krejci, R. Masood, N. Ochsenbein-Kölble, D. Bartholdi, K. Steindl, D. Morotti, M. Faranda, A. Baumer, R. Asadollahi, P. Joset, D. Niedrist, C. Breymann, G. Hebisch, M. Hüsler, R. Mueller, E. Prentl, J. Wisser, R. Zimmermann, A. Rauch: High-resolution chromosomal microarrays in prenatal diagnosis significantly increase diagnostic power. Prenat Diagn. 2014 Jun;34(6):525-33. doi:10.1002/pd.4342. PMID 24919595.
- B. Favrat, K. Balck, C. Breymann, M. Hedenus, T. Keller, A. Mezzacasa, C. Gasche: Evaluation of a single dose of ferric carboxymaltose in fatigued, iron-deficient women--PREFER a randomized, placebo-controlled study. PLoS One. 2014 Apr 21;9(4):e94217. doi:10.1371/journal.pone.0094217.; PMID 24751822; PMC 3994001 (freier Volltext).